# Cacia nigrohumeralis
Cacia nigrohumeralis là một loài bọ cánh cứng trong họ Cerambycidae.